# Équipe d'Union soviétique féminine de volley-ball
 (août 2024).
Si vous disposez d'ouvrages ou d'articles de référence ou si vous connaissez des sites web de qualité traitant du thème abordé ici, merci de compléter l'article en donnant les références utiles à sa vérifiabilité et en les liant à la section « Notes et références ».
L'équipe d'Union soviétique féminine de volley-ball était l'équipe nationale représentant l'Union des républiques soviétiques socialistes (URSS) dans les compétitions internationales féminines de volley-ball. Elle fut gérée par la Fédération d'URSS de volley-ball. 
La sélection est active de 1949 à 1991, avant de laisser place à l'équipe de la communauté des États indépendants féminine de volley-ball en 1992. L'équipe de Russie féminine de volley-ball est considérée comme son héritière par la Fédération internationale de volley-ball (FIVB).
L'équipe soviétique est l'une des équipes les plus titrées de l'histoire du volley-ball féminin avec quatre victoires aux Jeux olympiques, cinq titres de championne du monde, une coupe du monde et douze titres de championne d'Europe.

## Histoire

### Communauté des États indépendants
Lors des Jeux de Barcelone en 1992, l'équipe soviétique concourt au sein de l'équipe unifiée. Seules les volleyeuses des trois pays baltes ne peuvent plus concourir au sein de l'équipe.
L'équipe termine deuxième du tournoi avec une défaite face à Cuba.

## Palmarès
- Jeux olympiques*
  - Vainqueur (4) : 1968, 1972, 1980 et 1988[1]
  - Finaliste (2) : 1964 et 1976

- Championnat du monde*
  - Vainqueur (5) : 1952, 1956, 1960, 1970 et 1990[2]
  - Finaliste (2) : 1962 et 1974
  - Troisième (1) : 1978

- Championnat d'Europe*
  - Vainqueur (12) : 1949, 1950, 1951, 1958, 1963, 1967, 1971, 1975, 1977, 1979, 1985 et 1989
  - Finaliste (4) : 1955, 1981, 1983 et 1987

- Coupe du monde
  - Vainqueur (1) : 1973
  - Finaliste (1) : 1989
  - Troisième (2) : 1981 et 1985

(*)Record